# Sebastian Bach
Sebastian Philip Bierk (más conocido por su nombre artístico Sebastian Bach; Freeport, Bahamas; 3 de abril de 1968) es un cantante canadiense, conocido por haber sido el vocalista de la agrupación estadounidense de heavy metal Skid Row.
Con Skid Row publicó los álbumes de estudio Skid Row (1989), Slave to the Grind (1991) y Subhuman Race (1995). Desde su salida de la agrupación ha realizado algunas apariciones en televisión, actuado en obras de teatro en Broadway y grabado algunos álbumes como solista.

## Carrera

### Kid Wikkid (1983–1985)
A los 14 años de edad, Bach hizo una audición para una banda llamada Kid Wikkid, siendo admitido por el guitarrista y líder de la banda, Jason Delorme. Los músicos de Kid Wikkid se trasladaron a Toronto para iniciar una carrera musical, sin embargo solamente pudieron grabar un demo y algunas canciones antes de separarse. Bach viajó a los Estados Unidos y formó durante un breve periodo de tiempo la banda de glam metal Madam X.

### Skid Row (1987 - 1996)
Bach fue invitado a unirse a Skid Row en 1987 a la edad de 19 años cuando el guitarrista de la banda, Dave Sabo, lo escuchó cantar en la boda del famoso fotógrafo de rock Mark Weiss. Sabo le mandó una cinta de video de la banda tocando y Bach se unió posteriormente al grupo. En 1989 salió a la luz el álbum debut de Skid Row, producción que gozó de un éxito instantáneo, siendo certificado como quíntuple disco de platino en los Estados Unidos, disco de oro en el Reino Unido y triple disco de platino en Canadá.
En 1990, Bach actuó en el mismo escenario junto a Guns N' Roses, Metallica y Faith No More, durante el transcurso de una fiesta organizada por la revista RIP. El improvisado nombre de la banda era The Gak. También compartió escenario con Pantera en varias ocasiones. En el VHS de Pantera Vulgar Video se pueden apreciar imágenes de Pantera y Skid Row tocando juntos la canción "Cold Gin" de Kiss.

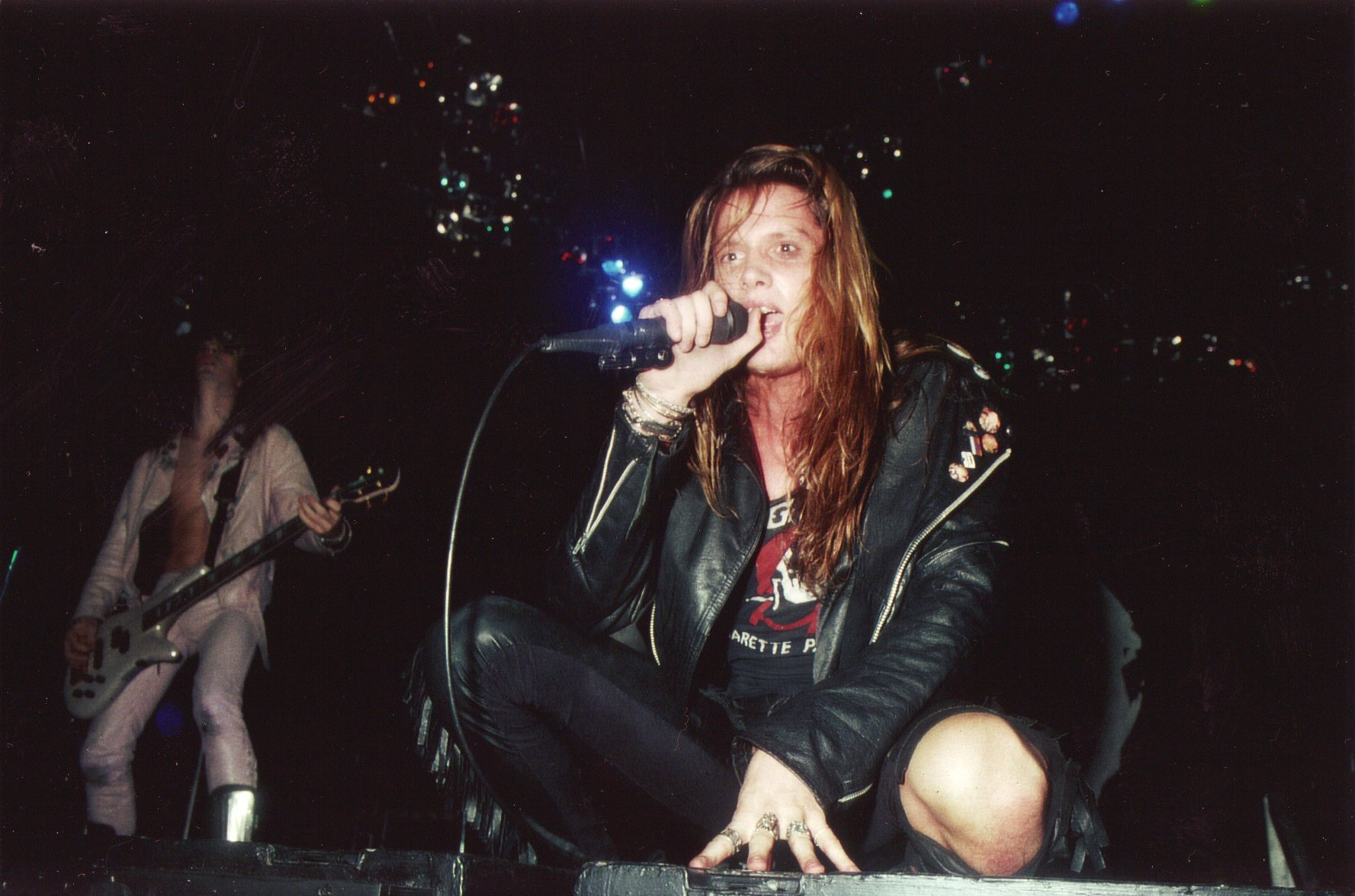
Rachel Bolan (izquierda) y Sebastian Bach (derecha) abriendo para Mötley Crüe en 1989

En 1991 grabó el álbum Slave to the Grind junto a Skid Row. Ese mismo año fue altamente criticado por usar una camiseta con el lema estampado "AIDS Kills Fags Dead" (El sida mata a los homosexuales bien muertos, una parodia del lema del insecticida Raid: "Raid kills bugs dead", Raid los mata bien muertos). Aunque dio a luz el incidente en su disculpa original, Bach se ha disculpado repetidamente por el incidente.
Después de la publicación del álbum Subhuman Race y del directo Subhuman Beings on Tour, Bach fue despedido de la banda cuando anunció que Skid Row sería el grupo de apertura para una actuación de Kiss en 1996. Otros miembros de la banda le dijeron a Bach que Skid Row en ese momento era muy grande para ser una banda telonera, y por consiguiente no se prestarían para realizar el concierto. Bach respondió argumentando que Skid Row jamás sería tan grande como para abrir un concierto para Kiss. Además, su compañero de banda, el bajista Rachel Bolan por ese entonces se encontraba realizando un proyecto paralelo a Skid Row, la banda de punk Prunella Scales, los cuales tenían fechas programadas al mismo tiempo en que se realizaría el mencionado concierto de Kiss. Los subsecuentes roces entre Bach y sus compañeros de banda lo llevaron a abandonar Skid Row definitivamente. Cuatro años después, Skid Row fue una de las bandas teloneras en el marco de la gira de despedida de Kiss, en esta ocasión sin Bach.

### Broadway y carrera como solista (1996–2006)
Skid Row contrató al cantante Johnny Solinger para reemplazar a Bach y al baterista Phil Varone para ocupar el lugar de Rob Affuso. Mientras tanto, en 1996, Sebastian formó el supergrupo llamado The Last Hard Men (Los últimos hombres duros), con el guitarrista de The Frogs, Jimmy Flemion, Kelley Deal, guitarrista líder de Breeders y el baterista de Smashing Pumpkins, Jimmy Chamberlin. El grupo grabó un álbum homónimo para Atlantic Records, que al final, optaron por no publicar. En 1998 fueron lanzados en la discográfica de Kelley Deal, Nice Records, con poco cubrimiento de la prensa, 1000 discos compactos, que se vendieron solo por correo y bajo pedido.
En 1999 Bach publicó su debut como solista, el directo Bring 'Em Bach Alive!. El álbum incluía material en vivo y cinco canciones inéditas de estudio, entre las que destacaba el sencillo "Superjerk, Superstar, Supertears". En el año 2000 Sebastian empezó a actuar en producciones de Broadway. Sus papeles incluyen a Riff Raff en The Rocky Horror Show y el rol principal en Jekyll & Hyde. A principios de 2002, Bach se convirtió en el anfitrión del programa televisivo VH1's Forever Wild.
El 29 de noviembre de 2001, Sebastian apareció en el concierto benéfico en respuesta a los atentados terroristas del 11 de septiembre, el New York Steel, creado por Eddie Trunk y Mike Piazza, junto a artistas y bandas como Twisted Sister, Anthrax, Ace Frehley, Overkill y Doro. Apareció al principio del espectáculo, se fue para actuar en Broadway y reapareció al final del evento, cuando todos los artistas se reunieron para cantar una última canción.
En octubre de 2002 fue contratado para actuar en la producción Jesus Christ Superstar e interpretó el papel de Jesús con éxito hasta que fue despedido del espectáculo en abril de 2003, por un supuesto comportamiento arrogante. En 2003 hizo una prueba para entrar a formar parte de la banda Velvet Revolver antes de que la banda encontrara a Scott Weiland, pero fue rechazado, porque, según Slash, sonaban como "Skid Roses".
De 2003 a 2007, Sebastian tuvo un papel recurrente en la serie de la Warner Bros Gilmore Girls como Gil, el guitarrista de la banda de Lane Kim. Los otros miembros de la banda, todos adolescentes, inicialmente no lo aceptaban debido a su edad, pero él demuestra ser un guitarrista con talento y permanece en la banda. En 2005 Bach trabajó con el multinstrumentista alemán Henning Pauly en su proyecto denominado Frameshift. Aportó la voz en el álbum An Absence of Empathy, lanzado en abril de ese mismo año. Además participó en el programa de VH1 llamado "I married... Sebastian Bach (Me casé con... Sebastian Bach)", parte de la serie Me casé con...

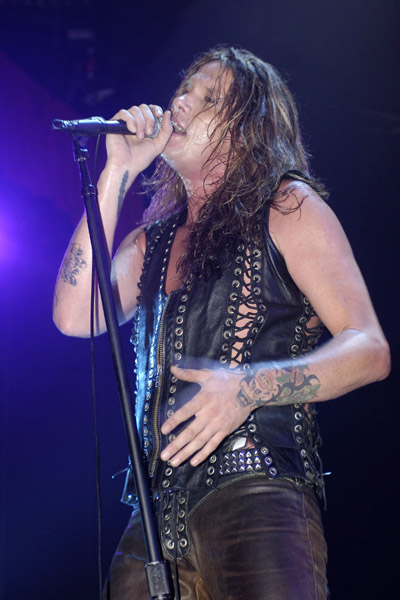
Bach en el 2006.

El 12 y 14 de mayo de 2006, durante algunas presentaciones de Guns N' Roses en el Hammerstein Ballroom de Nueva York, Sebastian se unió a Axl para cantar la canción "My Michelle". También se unió a Guns N' Roses en el Festival de Pre-Download en el Apollo Hammersmith, en Londres, cantando nuevamente "My Michelle". Rose presentó a Bach diciendo que los dos habían retomado su amistad la semana pasada después de no haberse hablado durante trece años. Los días 4, 9 y 11 de junio Bach se unió de nuevo a Rose en el escenario en el Festival Gods of Metal en Milán, en el Festival de Descargas en RDS Dublín y en Donington. También apareció en distintas fechas durante la gira europea de Guns N' Roses. El 23 de septiembre de 2006 se unió a Axl otra vez en California cantando "My Michelle". El 30 de julio de 2006, Bach cantó nuevamente con Guns N' Roses reemplazando a un Axl Rose enfermo en "Nightrain" y en "Paradise City".
Sebastian protagonizó, junto a Ted Nugent, Evan Seinfeld, Jason Bonham y Scott Ian el programa de VH1 Supergroup. Los músicos formaron una banda llamada Damnocracy para el reality show, durante el cual vivieron y crearon música en una mansión de Las Vegas durante doce días. Durante el programa Bach hizo más amistad con Ted Nugent, a quien veía como una figura paterna. Sin embargo, en distintas apariciones posteriores al programa, se ha referido en malos términos y ha desacreditado a Ted Nugent.
En noviembre de 2007 publicó el álbum Angel Down a través del sello EMI Records. Una vez más realizó una colaboración con el cantante Axl Rose en las canciones "(Love is a) Bitchslap," "Back In the Saddle" (cover de Aerosmith) y "Stuck Inside." Además aportó la segunda voz para la canción "Sorry", del álbum Chinese Democracy de Guns N' Roses, lanzado en noviembre de 2008 luego de una prolongada espera.

### Actualidad
En septiembre de 2011 publicó el álbum de estudio Kicking & Screaming, debutando en el puesto n.º 73 de la lista Billboard 200 estadounidense. En 2013 publicó el álbum en vivo Abachalypse Now.
El 13 de enero de 2014, el álbum Give 'Em Hell fue anunciado como su nuevo trabajo discográfico.

## Vida personal
Sus padres se divorciaron cuando él tenía 11 años. Su padre era el artista visual David Bierk (1944–2002). Es hermano del jugador de la NHL Zac Bierk y de la actriz Dylan Bierk. A pesar de los rumores, su apellido sigue siendo legalmente Bierk y no Bach.
Se casó con Maria Bierk, con quien tiene tres hijos: Paris (baterista de la banda de rock de Nueva Jersey Roxbury y de la banda de heavy metal Severed Hand), London y Sebastiana (2007).

## Músicos de su banda solista

### Actuales
- Bobby Jarzombek – batería (2005–presente)
- Rob De Luca – bajo (2006–2012, 2014–presente)
- Brent Woods - guitarra (2014–presente)

### Anteriores
- Johnny Chromatic – guitarra (2004–2014)
- Nick Sterling – guitarra (2009–2012)
- "Metal" Mike Chlasciak – guitarra (Angel Down 2005–2008)
- Steve DiGiorgio – bajo (Angel Down 2005–2007)
- Ralph Santolla – guitarra (2004–2005)
- Anton Fig – batería (1998–2000)
- Richie Scarlet – guitarra (1998–2002)
- Larry Fisher– bajo (1997–1999)
- Jimmy Flemion – guitarra (1997–1999)
- Mark McConnell – batería (1997–2005)
- Randall X. Rawlings – guitarra (2004–2005)
- Adam Albright – guitarra (2004–2005)
- Cheeze (né Brian Hall) – bajo (2004–2005)
- Paul Crook – guitarra (1999–2004)
- Devin Bronson – guitarra (2013–2014)
- Jason Christopher - bajo (2012–2014)
- Jeff George - guitarra (2012–2013)
- Mike Dover - batería (2004)

## Discografía

### Con Kid Wikkid
- Kid Wikkid / "Maple Metal" / LP & casete / Attic Records / "Take A Look At Me"/ Canadá (1985)

### Con Skid Row
- Skid Row (1989) (5x Platino)
- Slave to the Grind (1991) (2x Platino)
- B-Side Ourselves (1992)
- Subhuman Race (1995) (Oro)
- Subhuman Beings on Tour (1995)
- 40 Seasons: The Best of Skid Row (1998)

### Con The Last Hard Men
- The Last Hard Men (1997)

### Con Frameshift
- An Absence of Empathy (2005)

### Solo
- Bring 'Em Bach Alive! (1999)
- Bach 2: Basics (2001)
- Angel Down (2007)
- Kicking & Screaming (2011)
- Abachalypse Now (2013)
- Give 'Em Hell (2014)
- Child Within The Man (2024)

### DVD
- Forever Wild (2004)
- Road Rage (2008)
- As Long As I Got The Music (2011)
- Abachalypse Now (2013)

## Filmografía

### Película
| Año  | Título                                              | Rol            | Notas                    |
| ---- | --------------------------------------------------- | -------------- | ------------------------ |
| 2000 | Point Doom                                          | Slim           |                          |
| 1999 | Final Rinse                                         | Buddy          |                          |
| 2010 | Rush: Beyond the Lighted Stage                      | Sebastian Bach |                          |
| 2012 | Asking Alexandria: Through Sin and Self-Destruction | Sebastian Bach |                          |
| 2012 | Rock of Ages                                        | Roquero        | Cameo                    |
| 2013 | Sebastian Bach: Kicking and Screaming and Touring   | Sebastian Bach |                          |
| 2013 | Yukon Kornelius                                     |                | Película para televisión |
| 2014 | Swearnet: The Movie                                 | Sebastian Bach |                          |

### Televisión
| Año       | Título                                     | Rol                       | Notas                                             |
| --------- | ------------------------------------------ | ------------------------- | ------------------------------------------------- |
| 1993      | Saturday Night Live                        | Sebastian Bach            | Episodio: "Charles Barkley / Nirvana"             |
| 2000      | MTV Cribs                                  | Sebastian Bach            |                                                   |
| 2001      | Strange Frequency                          | La Muerte                 | Episodio: "Don't Fear the Reaper"                 |
| 2002      | Never Mind the Buzzcocks                   | Sebastian Bach            |                                                   |
| 2003–2007 | Gilmore Girls                              | Gil                       | 13 episodios                                      |
| 2004      | Kiss Loves You                             | Sebastian Bach            |                                                   |
| 2006      | Supergroup                                 | Sebastian Bach            | 7 episodios                                       |
| 2007      | Trailer Park Boys                          | Sebastian Bach            | Episodio:"Friends of the road"                    |
| 2007      | Celebrity Rap Superstar                    | Sebastian Bach            |                                                   |
| 2008      | Robot Chicken                              | Salvaje Martian Manhunter | Voz Episodio: "They Took My Thumbs"               |
| 2008      | Z Rock                                     | Sebastian Bach            | Episodio: "Paul and David Nearly Miss a Huge Gig" |
| 2008–2009 | Gone Country                               | Sebastian Bach            | 8 episodios                                       |
| 2010      | Celebrity Fit Club                         | Sebastian Bach            | 5 episodios                                       |
| 2010      | SpongeBob SquarePants                      | Triton                    | Voz 2 episodios                                   |
| 2011      | Adults Only                                | Shifty                    |                                                   |
| 2012      | The Eric André New Year's Eve Spooktacular | Sebastian Bach            |                                                   |
| 2013      | Californication                            | Roquero fallecido         | Episodio: "Dead Rock Stars"                       |
| 2014      | Trailer Park Boys                          | Sebastian Bach            | 2 episodios                                       |
| 2016      | Gilmore Girls A Year In The Life           | Gil                       | 1 episodio                                        |

### Escenario
| Año       | Título                 | Rol                            | Notas                       |
| --------- | ---------------------- | ------------------------------ | --------------------------- |
| 2000      | Jekyll & Hyde          | Dr. Henry Jekyll / Edward Hyde |                             |
| 2001      | The Rocky Horror Show  | Riff Raff                      |                             |
| 2002–2003 | Jesus Christ Superstar | Jesús de Nazaret               |                             |
| 2004      | Jekyll & Hyde          | Dr. Henry Jekyll / Edward Hyde | Raleigh Memorial Auditorium |